# 菲利普·诺埃尔-贝克
菲利普约翰·诺埃尔-贝克，诺埃尔-贝克男爵（英語：Philip Noel-Baker, Baron Noel-Baker，1889年11月1日—1982年10月8日），英国政治家、外交家、学者、杰出的业余运动员，以解决战争，纠纷化解双方武装而闻名。他代表英国参加了1920年安特卫普夏季奥运会赢得奥运银牌，1959年又被授予诺贝尔和平奖，是目前世界上唯一一位集诺贝尔奖和奥运奖牌于一身的人。他在1927年至1931年期间成为英国工党的国会议员，在1936年至1970年期间多次担任部长级职务和内阁成员等要职。他于1977年被册封为终身贵族。